# الكونفدرالية المركزية
الكونفدرالية المركزية كانت أمة مقترحة مكونة من الولايات الأمريكية الحدودية والولايات الوسطى قبل اندلاع الحرب الأهلية الأمريكية في العام 1861.

## الخلفية
في العام 1861 انسحبت الولايات الواقعة في المنطقة الجنوبية من الولايات المتحدة من الاتحاد بعد انتخاب أبراهام لنكولن في انتخابات العام 1860، خشية أن يضر مؤسسة العبودية. شكلت هذه الولايات الجنوبية الولايات الكونفدرالية الأمريكية.
لقد عبر عدة متحدثين بارزين من الولايات الشمالية والوسطى عن رغبتهم في السماح للولايات الجنوبية بالانفصال بسلام.[بحاجة لمصدر] وفي الولايات الوسطى كان هناك أيضًا شعور بالانضمام فعليًا إلى الكونفدرالية الجنوبية.[بحاجة لمصدر] دعا عضو الكونغرس الأمريكي السابق جون بندلتون كينيدي والحاكم توماس هيكس، وكلاهما من ماريلاند، إلى كونفدرالية مركزية تتألف من ولايات فرجينيا وكنتاكي وتينيسي وميزوري ونورث كارولاينا وماريلاند.

## الخطة
نشر كينيدي كتيبًا بعنوان «الولايات الحدودية» في 15 ديسمبر 1860 اقترح الانفصال والكونفدرالية لولايات الحدود في فرجينيا وكنتاكي وتينيسي وميزوري وكارولينا الشمالية وماريلاند. أيد هيكس الخطة خلال خطاب في 2 يناير 1861 إلى حاكم ولاية ديلاوير ويليام بيرتون. وعندما تشكلت الكونفدرالية الجنوبية بسلام كانت المشاعر بين الصحف وشعب ماريلاند وديلاوير ونيوجيرسي وبنسلفانيا ونيويورك في أعلى مستوياتها لتشكيل كونفدرالية مركزية. ومع ذلك انعكس هذا الخطاب بعد الهجوم الجنوبي على حصن سمتر.